# Lightning LS-218
La Lightning LS-218 è una motocicletta elettrica prodotta dalla casa motociclistica statunitense Lightning Motorcycle dal 2018.
È la motocicletta elettrica di produzione in serie omologata ad uso stradale più veloce al mondo, con una velocità massima di circa 218 mph (350 km/h).

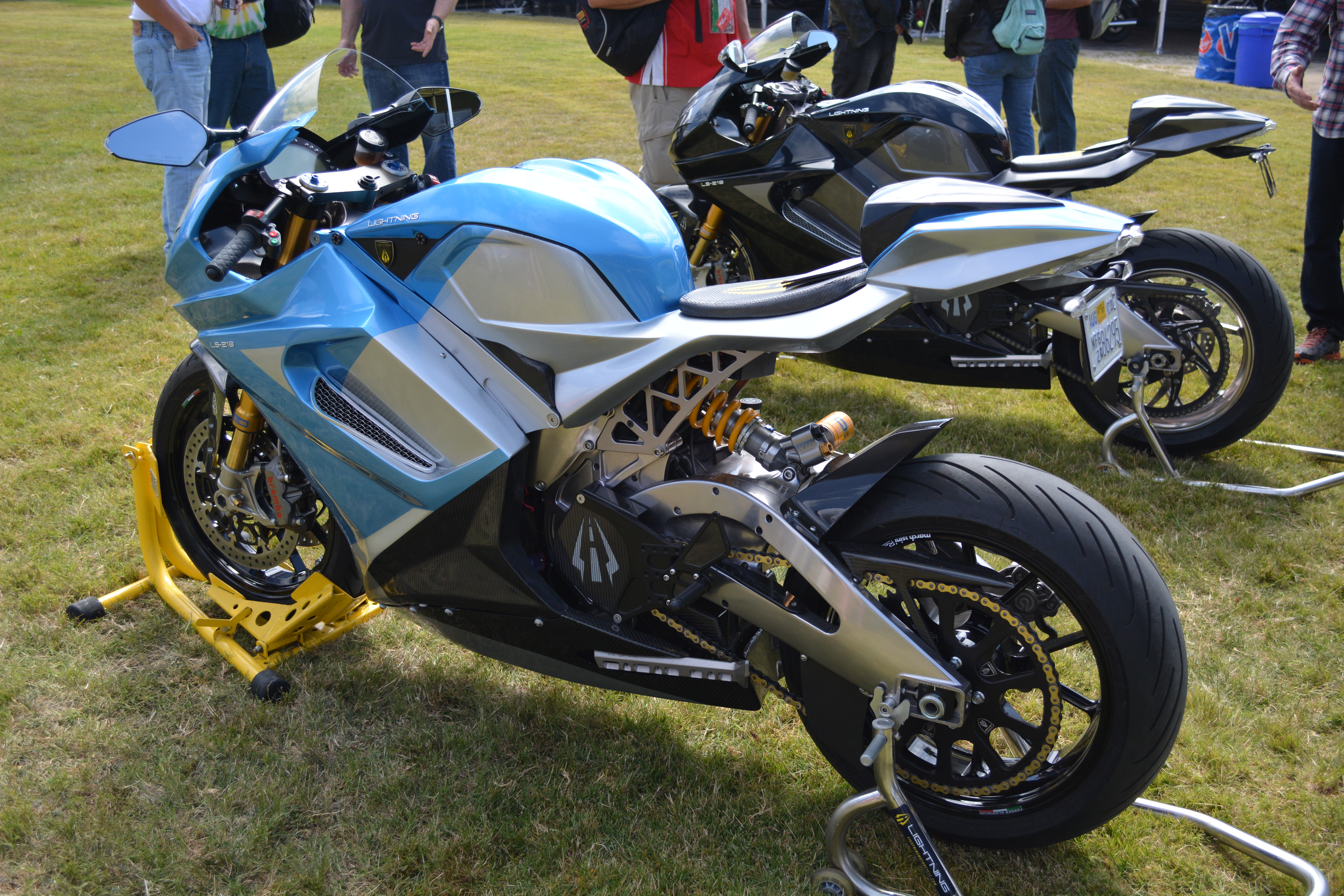
LS-218

## Contesto e sviluppo
Lo sviluppo della moto è iniziato nel 2008. Nel 2010, una prima versione della LS-218 ha gareggiato al TTXGP sulle Bonneville Salt Flats, vincendo la gara con una velocità di 173,388 miglia all'ora (circa 322 km/h).
Un prototipo della LS-218 appositamente modificato ha vinto la Pikes Peak International Hill Climb 2013, gareggiando in una competizione aperta contro motociclette a benzina ed elettriche, con in sella il pilota Carlin Dunne. La vittoria della Pikes Peak è stata storica in quanto per la prima volta una motocicletta elettrica ha battuto quelle a combustione interna.
Una peculiarità della LS-218, è la mancanza del controllo della trazione e dell'ABS. Tuttavia, la potenza viene dosata e gestita direttamente dal motore tramite il comando del gas. Le batterie sono a base di ossido di litio-manganese-nichel-cobalto e vengono prodotte in Corea del Sud. L'azienda Lightning sviluppa e produce in autonomia l'elettronica di gestione e il motore elettrico, nonché anche il telaio monoscocca in alluminio e la carenatura in materiale composito. Altre parti, come i cerchi in alluminio Marchesini o l'impianto frenante Brembo, vengono importate dall'Italia. 
La capacità della batteria in versione standard dell'LS-218 è di 12 kWh (43 MJ); ma è disponibile anche un pacco batteria più capiente da 20 kWh che fornisce un'autonomia di circa 260–290 km.